# Gare de Bonneval
Gare de Bonneval vasútállomás Franciaországban, Bonneval településen.

## Vasútvonalak
Az állomást az alábbi vasútvonalak érintik:
- Párizs-Tours-vasútvonal

## Kapcsolódó állomások
A vasútállomáshoz az alábbi állomások vannak a legközelebb:
- Gare de Châteaudun (Gare de La Membrolle-sur-Choisille, Párizs-Tours-vasútvonal)
- Gare de Voves (Gare de Brétigny, Párizs-Tours-vasútvonal)